# Alberto Nocerino
Alberto Nocerino (Pompei, 20 dicembre 1975) è un allenatore di calcio ed ex calciatore italiano, di ruolo terzino sinistro.

## Carriera

### Giocatore
Debutta nella stagione 1993-1994 con la maglia del Savoia, disputando in quel campionato 20 gare e segnandovi un gol. Le opportunità di giocare aumentano nella stagione successiva, al termine della quale la sua squadra viene promossa in Serie C1: non entra però in campo nella stagione successiva per essere poi ceduto in prestito dai campani all'Altamura nell'ottobre 1996. Con i pugliesi è una presenza costante in campo, con 26 gare, quindi torna al Savoia, per due campionati di C1, in cui salta poche partite: nella stagione 1998-1999 è infatti tra i protagonisti dei biancoscudati che al termine del campionato saranno promossi in Serie B. La stagione 1999-2000, in cui realizza due reti nelle 31 gare disputate è però la sua ultima con i torresi.
Si trasferisce in Calabria per due campionati di Serie B, prima al Crotone e poi al Cosenza, quindi nel gennaio 2002 scende di categoria, giocando con il Lecco 9 gare in C1. Nella stagione successiva, 2002-2003 torna in Campania, per tre campionati di C1 con il Benevento, dove però solo nei primi due è costantemente impiegato.
Nel 2005-2006 passa alla Cavese in C2: contribuisce con 29 presenze e una rete alla promozione in C1, restando con gli Aquilotti e saltando poche gare di campionato sino al termine del campionato 2009-2010. Nel 2010-2011 è nella rosa del rinato Avellino, allora in C2, con cui disputa 11 partite, quindi nel 2011-2012 è alla Viterbese, in Serie D.
Ha totalizzato 55 presenze e 2 reti in Serie B con le maglie di Savoia e Crotone.

### Allenatore
Nella stagione 2013-2014 è alla guida del Notaresco, nel campionato abruzzese di Promozione, inizialmente svolgendo il ruolo di giocatore\allenatore, per poi sedersi definitivamente sulla panchina.

## Palmarès

### Giocatore
- Campionato italiano Serie C2: 1

Cavese: 2005-2006 (girone B)
- Supercoppa di Serie C2: 1

Cavese: 2006